# Норкова шуба
«Норкова шуба» («Una pelliccia di visone») — італійська кінокомедія 1956 року, знятий режисером Глауко Пеллегріні.

## Сюжет
Молодята Габріела та Франко щойно виграли головний приз лотереї — норкову шубу, яка справила великий вплив на їх життя.

## У ролях
- Джованна Раллі: Габріелла Сільвестрі
- Роберто Ріссо: Франко Сільвестрі
- Паоло Стоппа: Доменіко Ло Руссо
- Франко Фабріці: Франджіпане
- Тіна Піка: Матильда, бабуся Габріелли
- Аве Нінкі: Ассунта, мати Габріелли
- Моніка Вітті: Луїза
- Маріо Скачча: Балдіні
- Лоріс Ґіцці: майстер
- Турі Пандольфіні: дідусь Габріелли
- Руджеро Маркі: Панетті
- Карло Маццарелла: Марчіні
- Джуліо Калі: ювелір
- Ґорелла Ґорі: Марія
- Фернандо Мілані: Джованні
- Ніно Вінджеллі: епізод
- Бетті Фоа: Лючія
- Россана Монтесі: Анна
- Марія Піа Темпестіні: дівчина в шубі
- Лідія Мартора: Джузеппіна
- Міммо Полі: водій

## Знімальна група
- Режисер: Глауко Пеллегріні
- Сценарій: Серджо Амідеї, Адженоре Інкроччі, Фуріо Скарпеллі
- Продюсер: Роберто Капітані
- Оператор: Карло Карліні
- Монтаж: Габріеле Варріале
- Композитор: Роман Влад
- Художник: Саверіо Д'Євгеніо
- Костюми: Джулія Мафаї
- Грим: Антоніо Маріні